# Campionato del mondo rally 2013
Il campionato del mondo rally 2013 è la 41ª edizione del campionato del mondo Rally. La stagione, che si svolge dal 15 gennaio al 17 novembre, prevede 13 prove in altrettanti Paesi.
Vengono ristrutturate le categorie S2000, gruppo N ed il WRC Academy rimpiazzate rispettivamente dal FIA WRC-2, FIA WRC-3 e FIA Junior WRC.

## Calendario
| Tappa | Data               | Rally                  | Sede Rally       | Superficie       | Resoconto |
| ----- | ------------------ | ---------------------- | ---------------- | ---------------- | --------- |
| 1     | 15-20 gennaio      | Rally di Monte Carlo   | Monte Carlo      | Asfalto          | Resoconto |
| 2     | 8-10 febbraio      | Rally di Svezia        | Karlstad         | Neve             | Resoconto |
| 3     | 8–10 marzo         | Rally del Messico      | León             | Sterrato         | Resoconto |
| 4     | 12-14 aprile       | Rally del Portogallo   | Faro             | Sterrato         | Resoconto |
| 5     | 3-5 maggio         | Rally d'Argentina      | Villa Carlos Paz | Sterrato         | Resoconto |
| 6     | 31 maggio-2 giugno | Rally dell'Acropoli    | Loutraki         | Sterrato         | Resoconto |
| 7     | 20-22 giugno       | Rally di Sardegna      | Olbia            | Sterrato         | Resoconto |
| 8     | 2–4 agosto         | Rally di Finlandia     | Jyväskylä        | Sterrato         | Resoconto |
| 9     | 23-25 agosto       | Rally di Germania      | Treviri          | Asfalto          | Resoconto |
| 10    | 13–15 settembre    | Rally d'Australia      | Coffs Harbour    | Sterrato         | Resoconto |
| 11    | 4–6 ottobre        | Rally d'Alsazia        | Strasburgo       | Asfalto          | Resoconto |
| 12    | 25-27 ottobre      | Rally di Catalogna     | Salou            | Asfalto/Sterrato | Resoconto |
| 13    | 15-17 novembre     | Rally di Gran Bretagna | Cardiff          | Sterrato         | Resoconto |

### Cambiamenti nel calendario
- Il Rally d'Australia torna in calendario nella usuale alternanza con il Rally di Nuova Zelanda stabilita nel 2008.
- Il Rally di Germania sposta la partenza da Treviri a Colonia.
- Il Rally di Catalogna non sarà più la tappa conclusiva della stagione ma ritorna alla sua data abituale di ottobre.
- Il Rally d'Italia-Sardinia viene spostato dall'autunno a Giugno.
- Il Rally di Gran Bretagna torna ad essere la tappa conclusiva della stagione.

## Team e piloti

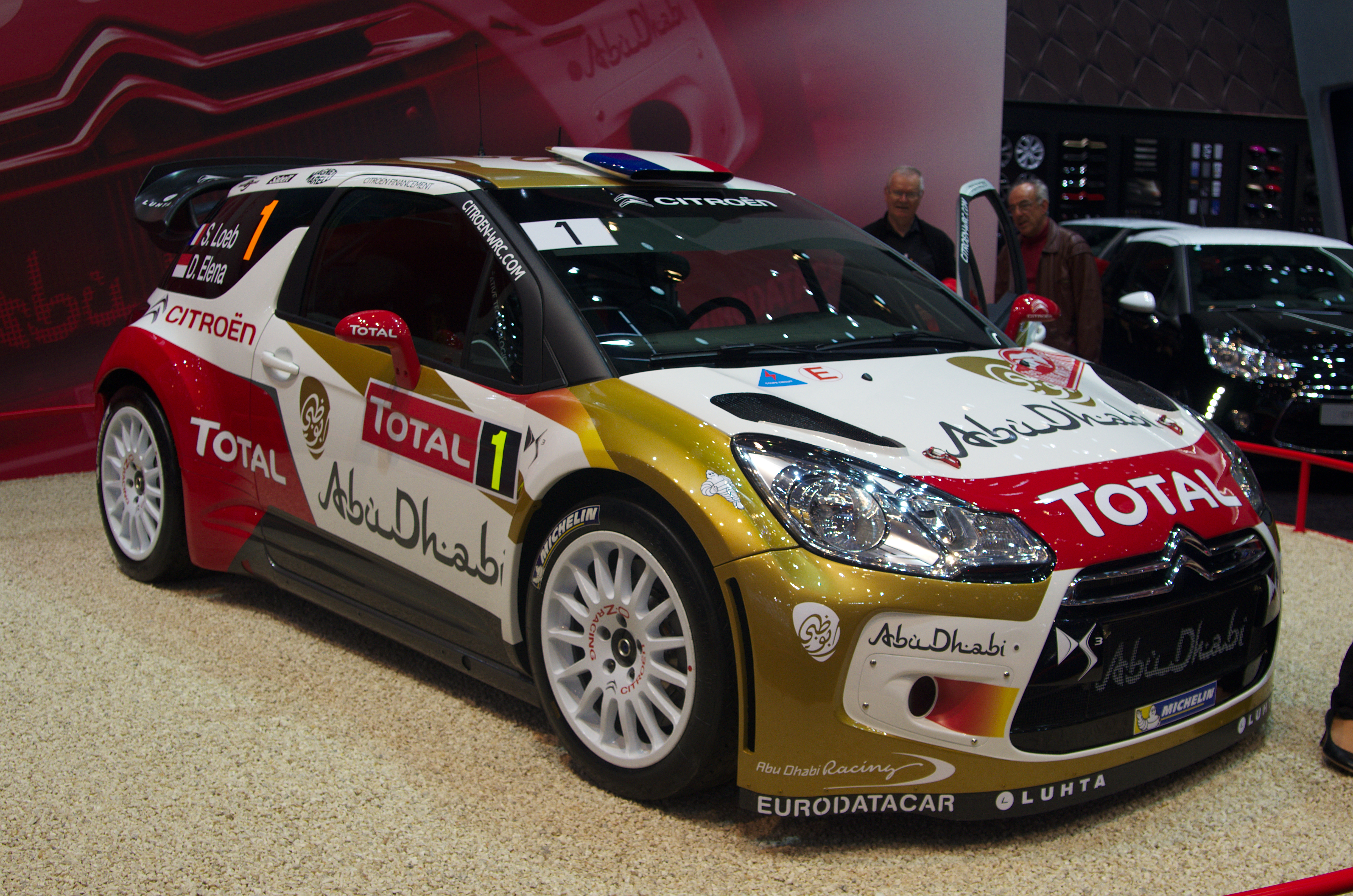
La Citroën DS3 WRC ufficiale 2013

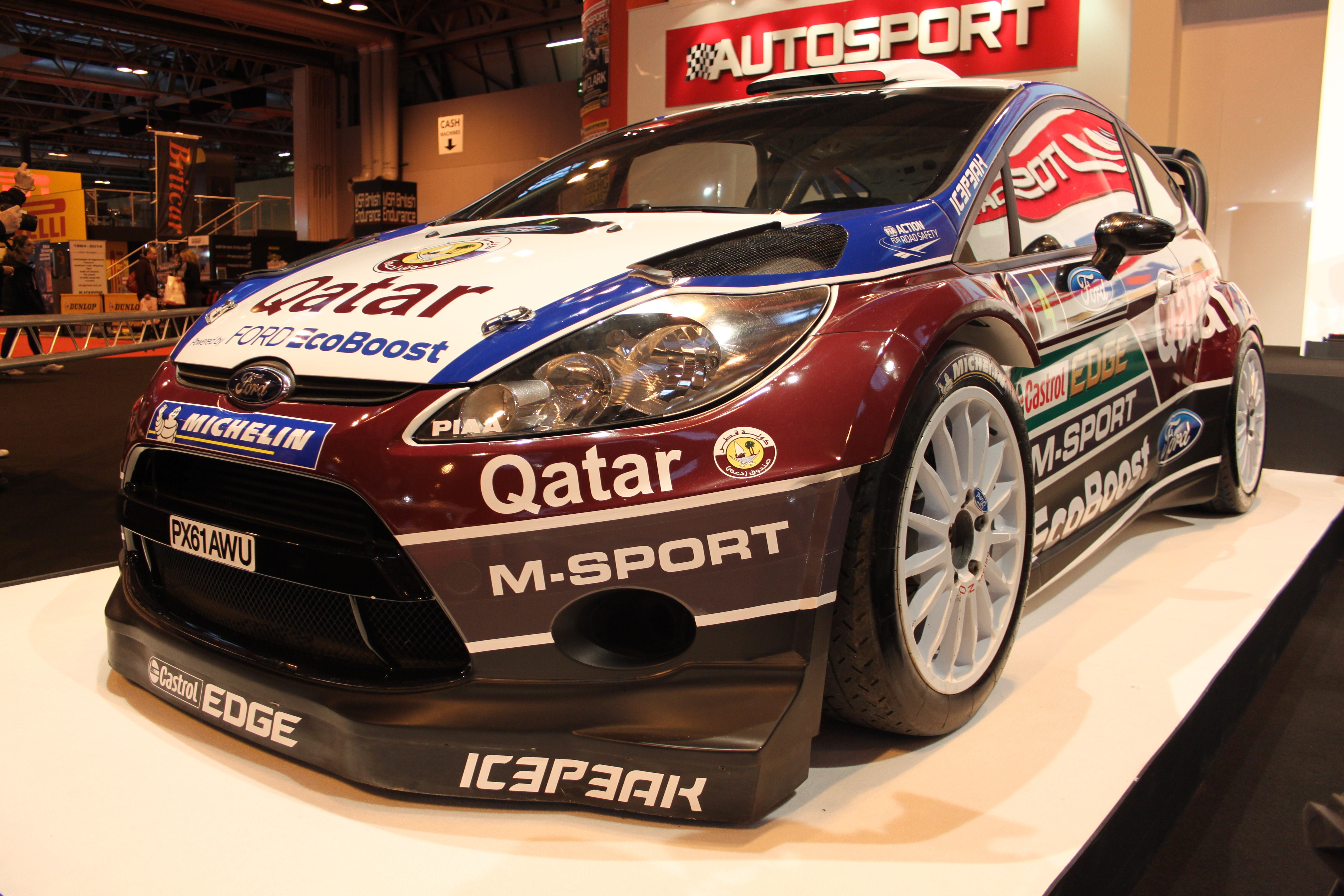
La Ford Fiesta RS WRC del team M-Sport 2013

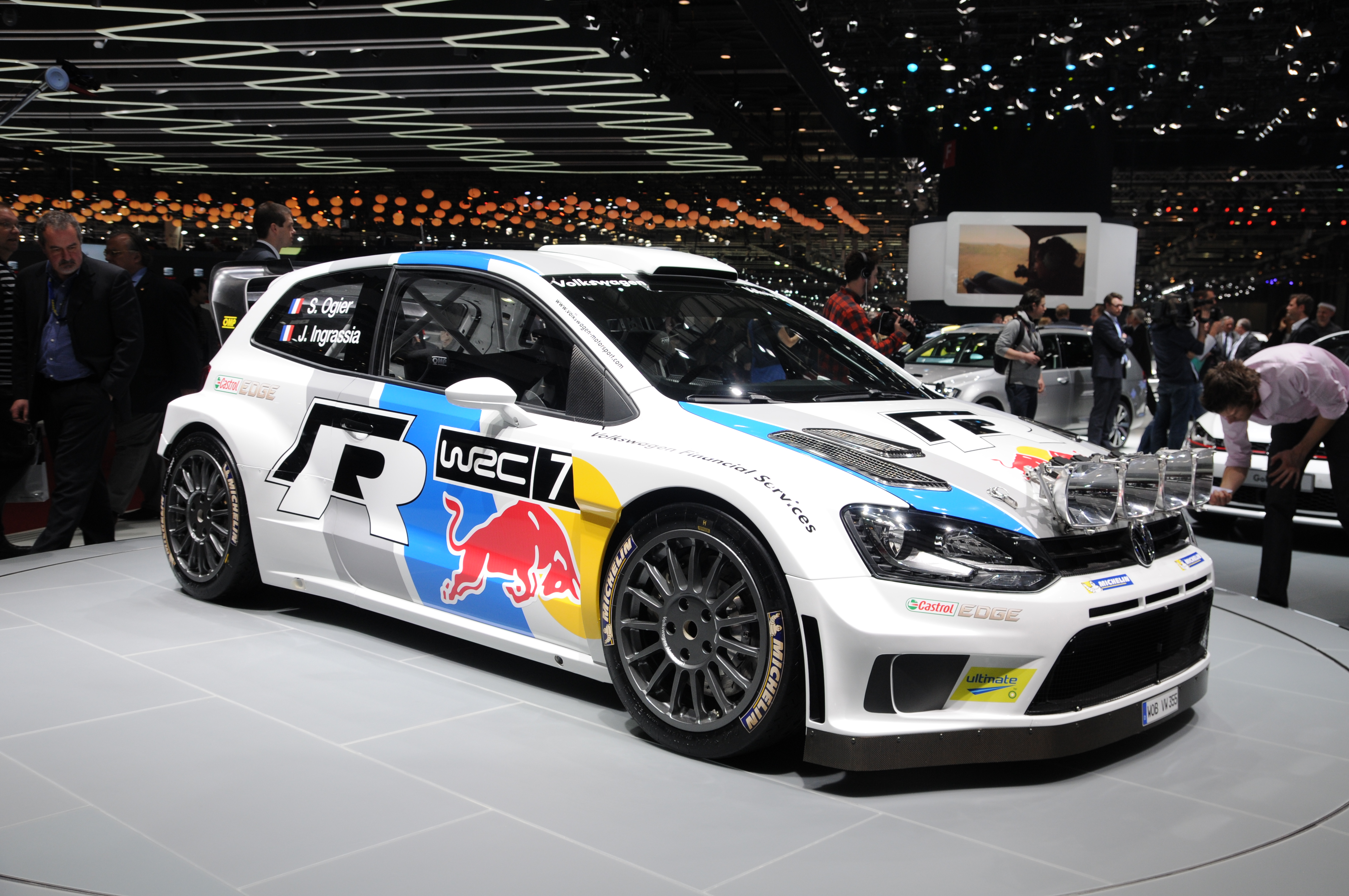
La Volkswagen Polo R WRC ufficiale 2013

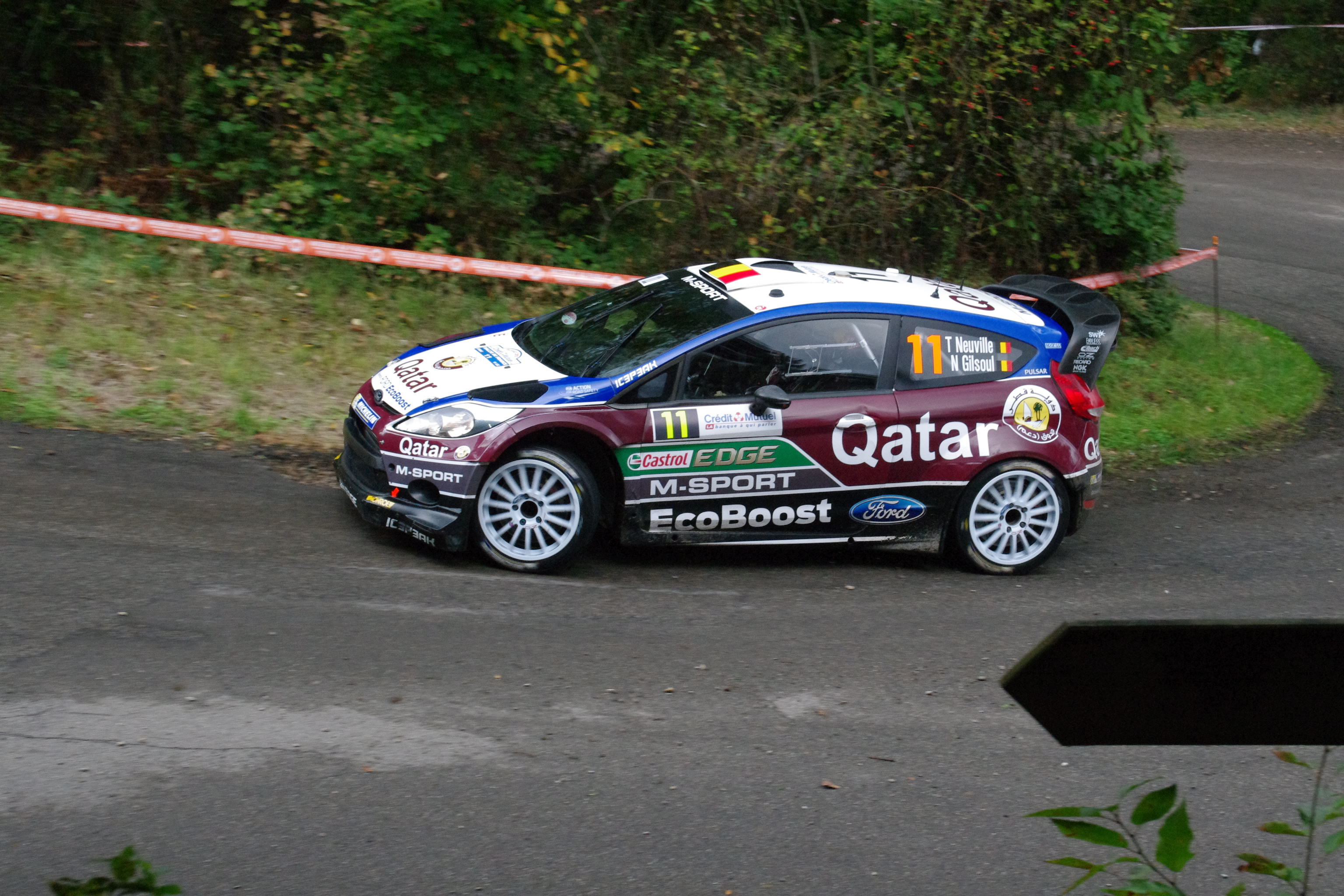
La Ford Fiesta RS WRC del Qatar World Rally Team al Rally di Francia 2013

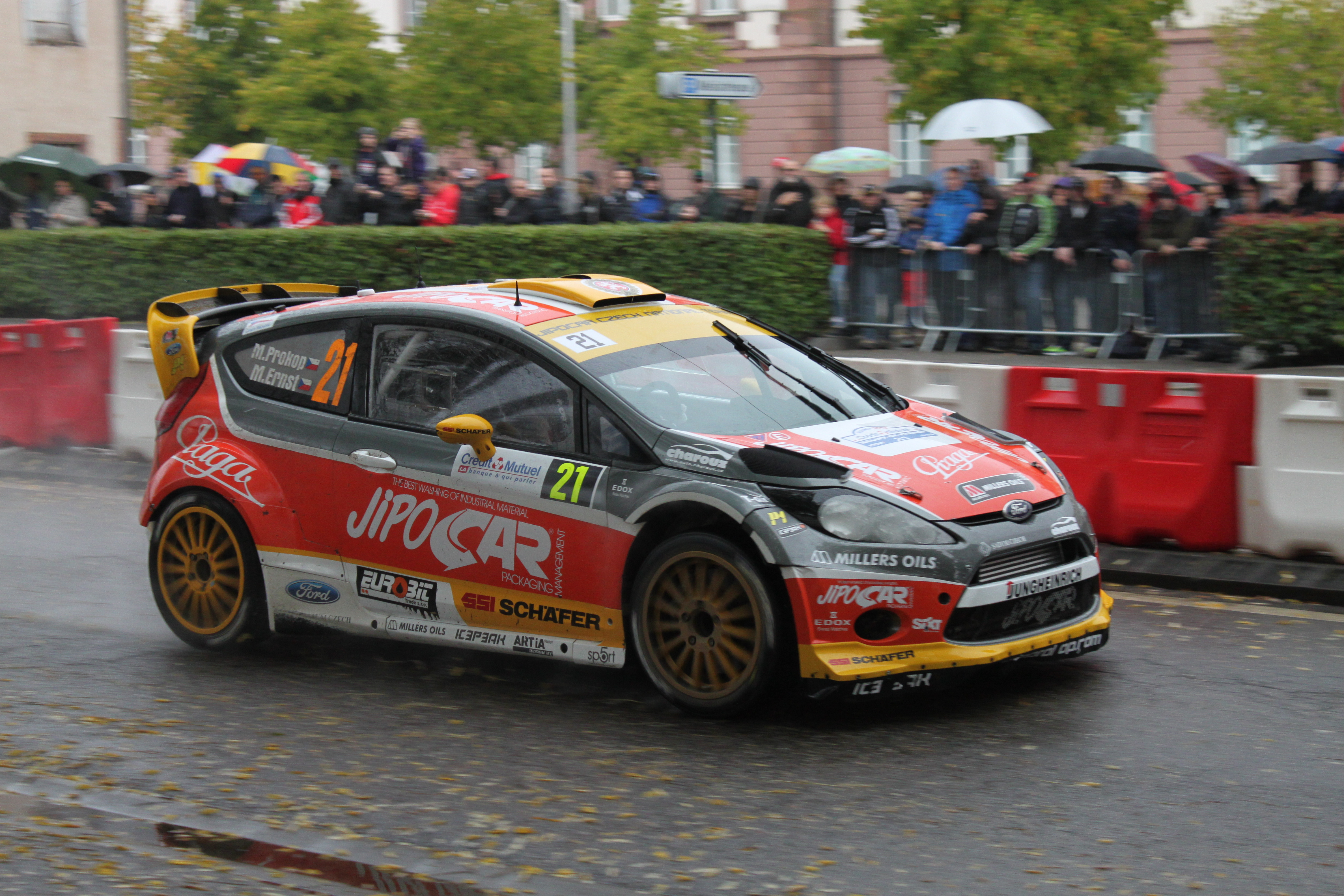
La Ford Fiesta RS WRC del Jipocar Czech National Team al Rally di Francia 2013

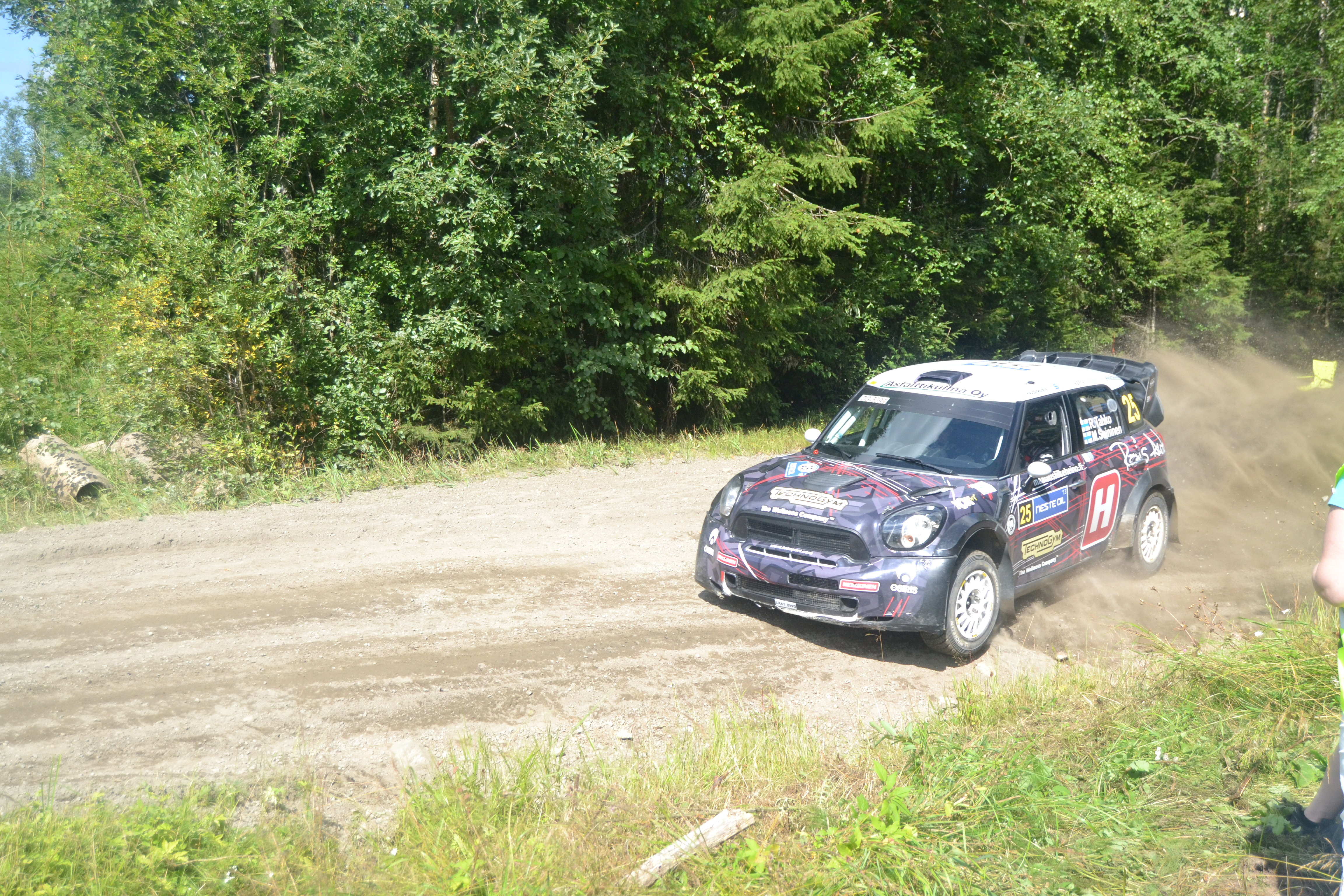
La Mini John Cooper Works WRC del team ST Motors Oy al Rally di Finlandia 2013

| Team costruttori                         | Team costruttori | Team costruttori           | Team costruttori | Team costruttori     | Team costruttori     | Team costruttori    |
| Team                                     | Costruttore      | Vettura                    | #                | Pilota               | Co-pilota            | Gare                |
| ---------------------------------------- | ---------------- | -------------------------- | ---------------- | -------------------- | -------------------- | ------------------- |
| Citroën Total Abu Dhabi World Rally Team | Citroën          | Citroën DS3 WRC            | 1                | Sébastien Loeb       | Daniel Elena         | 1–2, 5, 11          |
| Citroën Total Abu Dhabi World Rally Team | Citroën          | Citroën DS3 WRC            | 2                | Mikko Hirvonen       | Jarmo Lehtinen       | All                 |
| Citroën Total Abu Dhabi World Rally Team | Citroën          | Citroën DS3 WRC            | 3                | Daniel Sordo         | Carlos del Barrio    | 3–4, 6–9, 12–13     |
| Citroën Total Abu Dhabi World Rally Team | Citroën          | Citroën DS3 WRC            | 3                | Kris Meeke           | Chris Patterson      | 10                  |
| Abu Dhabi Citroën Total World Rally Team | Citroën          | Citroën DS3 WRC            | 10               | Daniel Sordo         | Carlos del Barrio    | 1, 5, 11            |
| Abu Dhabi Citroën Total World Rally Team | Citroën          | Citroën DS3 WRC            | 10               | Khalid Al Qassimi    | Scott Martin         | 2, 4, 6–7, 9–10, 12 |
| Abu Dhabi Citroën Total World Rally Team | Citroën          | Citroën DS3 WRC            | 10               | Chris Atkinson       | Stéphane Prévot      | 3                   |
| Abu Dhabi Citroën Total World Rally Team | Citroën          | Citroën DS3 WRC            | 10               | Kris Meeke           | Chris Patterson      | 8                   |
| Abu Dhabi Citroën Total World Rally Team | Citroën          | Citroën DS3 WRC            | 10               | Robert Kubica        | Michele Ferrara      | 13                  |
| Abu Dhabi Citroën Total World Rally Team | Citroën          | Citroën DS3 WRC            | 14               | Daniel Sordo         | Carlos del Barrio    | 2                   |
| Citroën Racing                           | Citroën          | Citroën DS3 WRC            | 14               | Benito Guerra        | Borja Rozada         | 2–3                 |
| Citroën Racing                           | Citroën          | Citroën DS3 WRC            | 22               | Bryan Bouffier       | Xavier Panseri       | 1                   |
| Citroën Racing                           | Citroën          | Citroën DS3 WRC            | 122              | Tomáš Kostka         | Miroslav Houšť       | 11                  |
| Qatar M-Sport World Rally Team           | Ford             | Ford Fiesta RS WRC         | 4                | Mads Østberg         | Jonas Andersson      | All                 |
| Qatar M-Sport World Rally Team           | Ford             | Ford Fiesta RS WRC         | 5                | Evgeny Novikov       | Ilka Minor           | All                 |
| Qatar M-Sport World Rally Team           | Ford             | Ford Fiesta RS WRC         | 22               | Hayden Paddon        | John Kennard         | 12                  |
| Qatar M-Sport World Rally Team           | Ford             | Ford Fiesta RS WRC         | 22               | Michał Sołowow       | Chris Patterson      | 13                  |
| Qatar World Rally Team                   | Ford             | Ford Fiesta RS WRC         | 6                | Juho Hänninen        | Tomi Tuominen        | 1                   |
| Qatar World Rally Team                   | Ford             | Ford Fiesta RS WRC         | 6                | Matthew Wilson       | Giovanni Bernacchini | 2                   |
| Qatar World Rally Team                   | Ford             | Ford Fiesta RS WRC         | 6                | Nasser Al-Attiyah    | Giovanni Bernacchini | 3–4, 6, 9, 12–13    |
| Qatar World Rally Team                   | Ford             | Ford Fiesta RS WRC         | 6                | Elfyn Evans          | Giovanni Bernacchini | 7                   |
| Qatar World Rally Team                   | Ford             | Ford Fiesta RS WRC         | 11               | Thierry Neuville     | Nicolas Gilsoul      | All                 |
| Qatar World Rally Team                   | Ford             | Ford Fiesta RS WRC         | 15               | Juho Hänninen        | Tomi Tuominen        | 2                   |
| Qatar World Rally Team                   | Ford             | Ford Fiesta RS WRC         | 15               | Dennis Kuipers       | Robin Buysmans       | 4                   |
| Qatar World Rally Team                   | Ford             | Ford Fiesta RS WRC         | 24               | Gabriel Pozzo        | Daniel Stillo        | 5–6                 |
| Lotos Team WRC                           | Ford             | Ford Fiesta RS WRC         | 12               | Michał Kościuszko    | Maciek Szczepaniak   | 7, 9                |
| M-Sport                                  | Ford             | Ford Fiesta RS WRC         | 16               | Henning Solberg      | Stéphane Prévot      | 2                   |
| M-Sport                                  | Ford             | Ford Fiesta RS WRC         | 22               | Romain Dumas         | Denis Giraudet       | 11                  |
| M-Sport                                  | Ford             | Ford Fiesta RS WRC         | 24               | Juho Hänninen        | Tomi Tuominen        | 8                   |
| Jipocar Czech National Team              | Ford             | Ford Fiesta RS WRC         | 21               | Martin Prokop        | Michal Ernst         | 1–9, 11–13          |
| Team Tatab Hyrliftar                     | Ford             | Ford Fiesta RS WRC         | 22               | Pontus Tidemand      | Ola Fløene           | 2                   |
| Team Tatab Hyrliftar                     | Ford             | Ford Fiesta RS WRC         | 27               | Hasse Gustafsson     | Mikael Johansson     | 2                   |
| AT Rally Team                            | Ford             | Ford Fiesta RS WRC         | 22               | Per-Gunnar Andersson | Emil Axelsson        | 7–9                 |
| AT Rally Team                            | Ford             | Ford Fiesta RS WRC         | 28               | Oleksiy Tamrazov     | Pavlo Cherepin       | 2                   |
| Stohl Racing                             | Ford             | Ford Fiesta RS WRC         | 23               | Daniel Oliveira      | Carlos Magalhães     | 5, 7                |
| Seashore Qatar Rally Team                | Ford             | Ford Fiesta RS WRC         | 23               | Abdulaziz Al-Kuwari  | Killian Duffy        | 12                  |
| Autotek Motorsport                       | Ford             | Ford Fiesta RS WRC         | 25               | Jari Ketomaa         | Kaj Lindström        | 2                   |
| Hoonigan Racing Division                 | Ford             | Ford Fiesta RS WRC         | 43               | Ken Block            | Alex Gelsomino       | 3                   |
| Team Emap Yacco                          | Ford             | Ford Fiesta RS WRC         | 120              | Julien Maurin        | Nicolas Klinger      | 1, 11               |
| BDS Racing                               | Ford             | Ford Fiesta RS WRC         | 121              | Lionel Baud          | Alex Chioso          | 11                  |
| Volkswagen Motorsport                    | Volkswagen       | Volkswagen Polo R WRC      | 7                | Jari-Matti Latvala   | Mikka Anttila        | All                 |
| Volkswagen Motorsport                    | Volkswagen       | Volkswagen Polo R WRC      | 8                | Sébastien Ogier      | Julien Ingrassia     | All                 |
| Volkswagen Motorsport II                 | Volkswagen       | Volkswagen Polo R WRC      | 9                | Andreas Mikkelsen    | Mikko Markkula       | 4–9, 12–13          |
| Volkswagen Motorsport II                 | Volkswagen       | Volkswagen Polo R WRC      | 9                | Andreas Mikkelsen    | Paul Nagle           | 10–11               |
| Lotos Team WRC                           | Mini             | Mini John Cooper Works WRC | 12               | Michał Kościuszko    | Maciek Szczepaniak   | 1–6                 |
| Prodrive WRC Team                        | Mini             | Mini John Cooper Works WRC | 22               | Jarkko Nikara        | Jarkko Kalliolepo    | 2, 8                |
| Motorsport Italia                        | Mini             | Mini John Cooper Works WRC | 22               | Nathan Quinn         | Glenn MacNeall       | 10                  |
| ST Motors Oy                             | Mini             | Mini John Cooper Works WRC | 25               | Riku Tahko           | Markus Soininen      | 8                   |

### Iscritti WRC-2
| Nº | Team                             | Pilota                | Co-Pilota              | Auto                         | Gare                |
| -- | -------------------------------- | --------------------- | ---------------------- | ---------------------------- | ------------------- |
| 31 | Škoda Motorsport                 | Esapekka Lappi        | Janne Ferm             | Škoda Fabia S2000            | 1, 4                |
| 32 | Škoda Auto Deutschland           | Sepp Wiegand          | Frank Christian        | Škoda Fabia S2000            | 1–2, 4, 7, 9, 12–13 |
| 33 | Stohl Racing                     | Armin Kremer          | Klaus Wicha            | Subaru Impreza WRX STI       | 1, 3, 5, 7          |
| 33 | Stohl Racing                     | Armin Kremer          | Klaus Wicha            | Ford Fiesta RRC              | 9                   |
| 34 | Symtech Racing                   | Luca Betti            | Francesco Pezzoli      | Peugeot 207 S2000            | 1                   |
| 34 | Symtech Racing                   | Mark Higgins          | Carl Williamson        | Ford Fiesta R5               | 13                  |
| 34 | Symtech Racing                   | Yuriy Protasov        | Kuldar Sikk            | Subaru Impreza STI R4        | 2–3, 5              |
| 39 | Symtech Racing                   | Yuriy Protasov        | Kuldar Sikk            | Subaru Impreza STI R4        | 1                   |
| 35 | Yazeed Racing                    | Yazeed Al Rajhi       | Michael Orr            | Ford Fiesta RRC              | 2, 8, 10, 12–13     |
| 36 | Skydive Dubai Rally Team         | Rashid Al Ketbi       | Karina Hepperle        | Škoda Fabia S2000            | 1–2, 4, 6           |
| 36 | Skydive Dubai Rally Team         | Rashid Al Ketbi       | Karina Hepperle        | Subaru Impreza WRX STI       | 7–8                 |
| 36 | Skydive Dubai Rally Team         | Rashid Al Ketbi       | Karina Hepperle        | Ford Fiesta R5               | 9, 11–12            |
| 37 | Fuckmatiè World Rally Team       | Lorenzo Bertelli      | Lorenzo Granai         | Subaru Impreza WRX STI       | 1–5                 |
| 37 | Fuckmatiè World Rally Team       | Lorenzo Bertelli      | Mitia Dotta            | Ford Fiesta RRC              | 6–8                 |
| 37 | Fuckmatiè World Rally Team       | Lorenzo Bertelli      | Mitia Dotta            | Ford Fiesta R5               | 12–13               |
| 38 | Moto Club Igualda                | Ricardo Triviño       | Álex Haro              | Mitsubishi Lancer Evo X      | 1–3                 |
| 38 | Moto Club Igualda                | Ricardo Triviño       | Álex Haro              | Mitsubishi Lancer Evo IX     | 5–6                 |
| 38 | Moto Club Igualda                | Ricardo Triviño       | Álex Haro              | Subaru Impreza WRX STI       | 9, 11               |
| 45 | Moto Club Igualda                | Alexander Villanueva  | Óscar Sánchez          | Mitsubishi Lancer Evo X      | 2, 4, 6–8, 13       |
| 40 | Tommi Mäkinen Racing             | Arman Smailov         | Andrei Rusov           | Subaru Impreza WRX STI       | 2, 4, 6–8, 10       |
| 41 | RMC Motorsport                   | Nicolás Fuchs         | Fernando Mussano       | Mitsubishi Lancer Evo IX     | 3, 5                |
| 41 | RMC Motorsport                   | Nicolás Fuchs         | Fernando Mussano       | Mitsubishi Lancer Evo X      | 2, 4, 6–7, 12       |
| 72 | RMC Motorsport                   | Juan Carlos Alonso    | Juan Pablo Monasterolo | Mitsubishi Lancer Evo X      | 4–8, 12             |
| 42 | Anders Grøndal Rally Team        | Anders Grøndal        | Trond Svendsen         | Subaru Impreza WRX STI       | 2                   |
| 43 | Semerád Rally Team               | Martin Hudec          | Jacub Kotál            | Mitsubishi Lancer Evo IX     | 2, 4, 11            |
| 43 | Semerád Rally Team               | Martin Hudec          | Jacub Kotál            | Mitsubishi Lancer Evo X      | 8                   |
| 43 | Semerád Rally Team               | Tom Cave              | Ieuan Thomas           | Ford Fiesta R5               | 13                  |
| 44 | Proton Motorsports               | Per-Gunnar Andersson  | Emil Axelsson          | Proton Satria Neo S2000      | 2                   |
| 46 | Vomero Racing                    | Marco Vallario        | Antonio Pascale        | Mitsubishi Lancer Evo X      | 2, 6–9, 11–12       |
| 46 | Vomero Racing                    | Marco Vallario        | Manuela Di Lorenzo     | Mitsubishi Lancer Evo X      | 4                   |
| 47 | DMACK-Autotek                    | Eyvind Brynildsen     | Anders Fredriksson     | Ford Fiesta RRC              | 2                   |
| 47 | DMACK-Autotek                    | Eyvind Brynildsen     | Maria Andersson        | Ford Fiesta R5               | 8–9                 |
| 47 | DMACK-Autotek                    | Eyvind Brynildsen     | Denis Giraudet         | Ford Fiesta R5               | 13                  |
| 88 | DMACK-Autotek                    | Jari Ketomaa          | Marko Sallinen         | Ford Fiesta R5               | 8                   |
| 88 | DMACK-Autotek                    | Jari Ketomaa          | Tapio Suominen         | Ford Fiesta R5               | 13                  |
| 48 | Seashore Qatar Rally Team        | Abdulaziz Al-Kuwari   | Killian Duffy          | Ford Fiesta RRC              | 3–7, 10, 13         |
| 49 | Mentos Ascania Racing            | Oleksiy Kikireshko    | Sergei Larens          | Mini John Cooper Works S2000 | 4, 6–8              |
| 49 | Mentos Ascania Racing            | Oleksiy Kikireshko    | Andriy Nikolaev        | Mini John Cooper Works S2000 | 11, 13              |
| 50 | Mentos Ascania Racing            | Valeriy Gorban        | Volodymir Korsia       | Mini John Cooper Works S2000 | 4, 6–8, 11, 13      |
| 71 | Motortune Racing                 | Ala'a Rasheed         | Joseph Matar           | Ford Fiesta RRC              | 4, 6–7              |
| 71 | Motortune Racing                 | Ala'a Rasheed         | Joseph Matar           | Ford Fiesta R5               | 11–12               |
| 73 | Škoda Swiss Motorsport           | Nikita Kondrakhin     | Danilo Fappani         | Škoda Fabia S2000            | 4                   |
| 74 | Citroën Racing                   | Robert Kubica         | Maciek Baran           | Citroën DS3 RRC              | 4, 6–9, 11–12       |
| 75 | Qatar M-Sport World Rally Team   | Elfyn Evans           | Daniel Barritt         | Ford Fiesta RRC              | 4                   |
| 75 | Qatar M-Sport World Rally Team   | Elfyn Evans           | Daniel Barritt         | Ford Fiesta R5               | 8–9, 11–13          |
| 76 | Bosowa Rally Team                | Subhan Aksa           | Nicola Arena           | Ford Fiesta RRC              | 4, 6                |
| 76 | Bosowa Rally Team                | Subhan Aksa           | Nicola Arena           | Ford Fiesta R5               | 9–10, 12–13         |
| 77 | Top Run SRL                      | Marcos Ligato         | Ruben Garcia           | Subaru Impreza WRX STI       | 4–6                 |
| 78 | E2-Tre Colli World Rally Team    | Edoardo Bresolin      | Rudy Pollet            | Ford Fiesta RRC              | 4, 8, 13            |
| 79 | CA1 Sport                        | Robert Barrable       | Stuart Loudon          | Ford Fiesta S2000            | 4                   |
| 79 | CA1 Sport                        | Robert Barrable       | Stuart Loudon          | Ford Fiesta R5               | 8–9, 11–13          |
| 80 | Astana European Rally Team       | Oleksandr Saliuk, Jr. | Yevgen Chervonenko     | Škoda Fabia S2000            | TBA                 |
| 81 | Diego Domínguez                  | Diego Domínguez       | Edgardo Galindo        | Mitsubishi Lancer Evo X R4   | 5                   |
| 82 | MM Motorsport                    | Yuriy Protasov        | Kuldar Sikk            | Ford Fiesta RRC              | 6–7                 |
| 82 | MM Motorsport                    | Yuriy Protasov        | Kuldar Sikk            | Ford Fiesta R5               | 10                  |
| 82 | MM Motorsport                    | Karl Kruuda           | Martin Järveoja        | Ford Fiesta R5               | 8–9                 |
| 83 | AT Rally Team                    | Oleksiy Tamrazov      | Pavlo Cherepin         | Ford Fiesta RRC              | 6–8                 |
| 84 | BRR Team                         | Hayden Paddon         | John Kennard           | Škoda Fabia S2000            | 8–10                |
| 90 | BRR Team                         | Esapekka Lappi        | Janne Ferm             | Škoda Fabia S2000            | 8                   |
| 85 | Hannu's Rally Team               | Juha Salo             | Marko Salminen         | Subaru Impreza STI R4        | 8                   |
| 89 | Hannu's Rally Team               | Mikko Lehessaari      | Lassi Hartikainen      | Subaru Impreza STI R4        | 8                   |
| 86 | Ralliart Italy Motorsport Italia | Carlos Garcia Fessman | Victor Perez           | Mitsubishi Lancer Evo X      | 8                   |
| 86 | Ralliart Italy Motorsport Italia | Carlos Garcia Fessman | Hugo Magalhaes         | Mitsubishi Lancer Evo X      | 9–13                |
| 87 | Ralliart Italy Motorsport Italia | Jose Alexander Gelvez | Gabriel Marin          | Mitsubishi Lancer Evo X      | 8                   |
| 87 | Ralliart Italy Motorsport Italia | Jose Alexander Gelvez | Borja Rozada           | Mitsubishi Lancer Evo X      | 11                  |
| 87 | Ralliart Italy Motorsport Italia | Jose Alexander Gelvez | Borja Rozada           | Mini John Cooper Works S2000 | 10                  |
| 87 | Ralliart Italy Motorsport Italia | Jose Alexander Gelvez | Adolfo Espinoza        | Mini John Cooper Works S2000 | 13                  |
| 91 | Ralliart Italy Motorsport Italia | Alejandro Lombardo    | Alex Haro              | Mitsubishi Lancer Evo X      | 10, 13              |
| 91 | Ralliart Italy Motorsport Italia | Alejandro Lombardo    | Adolfo Espinoza        | Mitsubishi Lancer Evo X      | 11–12               |

### Iscritti WRC-3
| Nº | Team                                     | Pilota                | Co-Pilota           | Auto           | Gare              |
| -- | ---------------------------------------- | --------------------- | ------------------- | -------------- | ----------------- |
| 51 | My Racing                                | Sébastien Chardonnet  | Thidault de la Haye | Citroën DS3 R3 | 1, 4, 7–9, 11, 13 |
| 52 | PH Sport                                 | Quentin Gilbert       | Isabelle Galmiche   | Citroën DS3 R3 | 1, 4, 7–9, 11     |
| 52 | PH Sport                                 | Quentin Gilbert       | Renaud Jamoul       | Citroën DS3 R3 | 13                |
| 53 | Saintéloc Racing                         | Renaud Poutot         | Ludovic Viragh      | Citroën DS3 R3 | 1                 |
| 53 | Saintéloc Racing                         | Alastair Fisher       | Gordon Noble        | Citroën DS3 R3 | 4, 7–8            |
| 53 | Saintéloc Racing                         | Jean-Matthieu Leandri | Maxime Vilmot       | Citroën DS3 R3 | 13                |
| 61 | Saintéloc Racing                         | Simone Campedelli     | Matteo Chiarcossi   | Citroën DS3 R3 | 4, 7–8            |
| 61 | Saintéloc Racing                         | Simone Campedelli     | Danilo Fappani      | Citroën DS3 R3 | 9                 |
| 66 | Saintéloc Racing                         | Cédric Robert         | Matthieu Duval      | Citroën DS3 R3 | 11                |
| 56 | Citroën Procar                           | Francesco Parli       | Tania Canton        | Citroën DS3 R3 | 4, 7–8            |
| 57 | Zero4Piu                                 | Federico Della Casa   | Marco Menchini      | Citroën DS3 R3 | 4, 7–9            |
| 58 | ADAC Team Weser Ems                      | Christian Riedemann   | Lara Vanneste       | Citroën DS3 R3 | 4, 7–9, 11        |
| 58 | ADAC Team Weser Ems                      | Jukka Korhonen        | Marko Salminen      | Citroën DS3 R3 | 13                |
| 59 | Delta Rally                              | Bryan Bouffier        | Xavier Panseri      | Citroën DS3 R3 | 4, 7–8, 13        |
| 60 | Charles Hurst Citroën Belfast            | Keith Cronin          | Marshall Clarke     | Citroën DS3 R3 | 4, 7–9, 11, 13    |
| 62 | Collectif Equipe de France Rallye        | Stéphane Consani      | Maxime Vilmot       | Citroën DS3 R3 | 7–8               |
| 62 | Collectif Equipe de France Rallye        | Stéphane Consani      | Jacques Boyere      | Citroën DS3 R3 | 11                |
| 63 | Printsport                               | Jussi Vainionpää      | Mika Juntunen       | Citroën DS3 R3 | 8                 |
| 64 | Abu Dhabi Citroën Total World Rally Team | Mohamed Al Mutawaa    | Stephen McAuley     | Citroën DS3 R3 | 9, 12             |
| 66 | Abu Dhabi Citroën Total World Rally Team | Mohamed Al Sahlawi    | Allan Harryman      | Citroën DS3 R3 | 12                |
| 65 | Autogomas Cantabria                      | Enrique García Ojeda  | Borja Odriozola     | Citroën DS3 R3 | 11–12             |

### Iscritti Junior WRC
| Nº  | Team                           | Pilota                    | Co-pilota            | Auto           | Gare             |
| --- | ------------------------------ | ------------------------- | -------------------- | -------------- | ---------------- |
| 100 | Sander Pärn Rally Team         | Sander Pärn               | Ken Järveoja         | Ford Fiesta R2 | 4, 6, 8–9, 11–12 |
| 102 | Pontus Tidemand Racing         | Pontus Tidemand           | Ola Fløene           | Ford Fiesta R2 | 4, 6, 8–9, 11–12 |
| 103 | Styllex Motorsport             | Martin Koči               | Petr Starý           | Ford Fiesta R2 | 4, 6, 8–9, 11    |
| 103 | Styllex Motorsport             | Martin Koči               | Lukáš Kostka         | Ford Fiesta R2 | 12               |
| 104 | Amberg Rally Team              | Andreas Amberg            | Mikko Lukka          | Ford Fiseta R2 | 4, 6, 8          |
| 105 | ACSM Rallye Team               | Jose Antonio Suarez       | Candido Carrera      | Ford Fiesta R2 | 4, 6, 8–9, 11–12 |
| 106 | Castrol Ford Team Türkiye      | Murat Bostanci            | Onur Vatansever      | Ford Fiesta R2 | 4, 6, 8–9, 11–12 |
| 107 | Zero4Piu                       | Michael Burri             | Gabin Moreau         | Ford Fiesta R2 | 4, 6, 8–9, 11–12 |
| 108 | Katap Racing                   | Niko-Pekka Nieminen       | Michael Korhonen     | Ford Fiesta R2 | 4, 6, 9, 11–12   |
| 108 | Katap Racing                   | Niko-Pekka Nieminen       | Ari Koponen          | Ford Fiesta R2 | 8                |
| 109 | NAF Asker & Baerum Junior Team | Marius Aasen              | Marlene Engan        | Ford Fiesta R2 | 4, 6, 8–9, 11–12 |
| 110 | Auto-Laca Competeción          | Yeray Lemes               | Rogelio Peñate Lopez | Ford Fiesta R2 | 4, 6, 8–9, 11–12 |
| 111 | Autostal Duindistel            | Pieter Jan Michiel Cracco | Frédéric Miclotte    | Ford Fiesta R2 | 9                |
| 112 | Wengler Racing                 | Hugo Arellano             | Daniel Arens         | Ford Fiesta R2 | 11               |

## Risultati e classifiche

### Risultati e statistiche
| Round | Nome rally                                           | Podio | Podio  | Podio                             | Podio                                         | Podio     | Statistiche | Statistiche           | Statistiche | Statistiche |
| Round | Nome rally                                           | Pos.  | Pilota | #                                 | Auto                                          | Tempo     | Speciali    | Lungh.                | Partiti     | Arrivati    |
| ----- | ---------------------------------------------------- | ----- | ------ | --------------------------------- | --------------------------------------------- | --------- | ----------- | --------------------- | ----------- | ----------- |
| 1     | Rally di Monte Carlo (15–20 gennaio) — Resoconto     | 1     | 1      | Sébastien Loeb Daniel Elena       | Citroën Total Abu Dhabi WRT (Citroën DS3 WRC) | 5:18:57.2 | (18) 16     | (478.42 km) 436.02 km | 73          | 45          |
| 1     | Rally di Monte Carlo (15–20 gennaio) — Resoconto     | 2     | 8      | Sébastien Ogier Julien Ingrassia  | Volkswagen Motorsport (Volkswagen Polo R WRC) | 5:20:37.1 | (18) 16     | (478.42 km) 436.02 km | 73          | 45          |
| 1     | Rally di Monte Carlo (15–20 gennaio) — Resoconto     | 3     | 10     | Dani Sordo Carlos del Barrio      | Abu Dhabi Citroën Total WRT (Citroën DS3 WRC) | 5:22:46.2 | (18) 16     | (478.42 km) 436.02 km | 73          | 45          |
| 2     | Rally di Svezia (8–10 febbraio) — Resoconto          | 1     | 8      | Sébastien Ogier Julien Ingrassia  | Volkswagen Motorsport (Volkswagen Polo R WRC) | 3:11:41.9 | 22          | 297.78 km             | 43          | 35          |
| 2     | Rally di Svezia (8–10 febbraio) — Resoconto          | 2     | 1      | Sébastien Loeb Daniel Elena       | Citroën Total Abu Dhabi WRT (Citroën DS3 WRC) | 3:12:23.7 | 22          | 297.78 km             | 43          | 35          |
| 2     | Rally di Svezia (8–10 febbraio) — Resoconto          | 3     | 4      | Mads Østberg Jonas Andersson      | Qatar M-Sport WRT (Ford Fiesta RS WRC)        | 3:13:06.4 | 22          | 297.78 km             | 43          | 35          |
| 3     | Rally del Messico (8–10 marzo) — Resoconto           | 1     | 8      | Sébastien Ogier Julien Ingrassia  | Volkswagen Motorsport (Volkswagen Polo R WRC) | 4:30:31.2 | 23          | 396.82 km             | 25          | 20          |
| 3     | Rally del Messico (8–10 marzo) — Resoconto           | 2     | 2      | Mikko Hirvonen Jarmo Lehtinen     | Citroën Total Abu Dhabi WRT (Citroën DS3 WRC) | 4:33:58.0 | 23          | 396.82 km             | 25          | 20          |
| 3     | Rally del Messico (8–10 marzo) — Resoconto           | 3     | 11     | Thierry Neuville Nicolas Gilsoul  | Qatar World Rally Team (Ford Fiesta RS WRC)   | 4:34:50.8 | 23          | 396.82 km             | 25          | 20          |
| 4     | Rally del Portogallo (11–14 aprile) — Resoconto      | 1     | 8      | Sébastien Ogier Julien Ingrassia  | Volkswagen Motorsport (Volkswagen Polo R WRC) | 4:07:38.7 | 23          | 396.82 km (246.57 mi) | 51          | 31          |
| 4     | Rally del Portogallo (11–14 aprile) — Resoconto      | 2     | 2      | Mikko Hirvonen Jarmo Lehtinen     | Citroën Total Abu Dhabi WRT (Citroën DS3 WRC) | 4:08:36.9 | 23          | 396.82 km (246.57 mi) | 51          | 31          |
| 4     | Rally del Portogallo (11–14 aprile) — Resoconto      | 3     | 7      | Jari-Matti Latvala Miikka Anttila | Volkswagen Motorsport (Volkswagen Polo R WRC) | 4:11:43.2 | 23          | 396.82 km (246.57 mi) | 51          | 31          |
| 5     | Rally d'Argentina (3–5 maggio) — Resoconto           | 1     | 1      | Sébastien Loeb Daniel Elena       | Citroën Total Abu Dhabi WRT (Citroën DS3 WRC) | 4:35:56.7 | 14          | 407.64 Km             | 32          | 24          |
| 5     | Rally d'Argentina (3–5 maggio) — Resoconto           | 2     | 8      | Sébastien Ogier Julien Ingrassia  | Volkswagen Motorsport (Volkswagen Polo R WRC) | 4:36:51.7 | 14          | 407.64 Km             | 32          | 24          |
| 5     | Rally d'Argentina (3–5 maggio) — Resoconto           | 3     | 7      | Jari-Matti Latvala Miikka Anttila | Volkswagen Motorsport (Volkswagen Polo R WRC) | 4:37:57.5 | 14          | 407.64 Km             | 32          | 24          |
| 6     | Rally dell'Acropoli (31 maggio-2 giugno) — Resoconto | 1     | 7      | Jari-Matti Latvala Miikka Anttila | Volkswagen Motorsport (Volkswagen Polo R WRC) | 3:31:01.2 | 14          | 306.53 km             | 49          | 38          |
| 6     | Rally dell'Acropoli (31 maggio-2 giugno) — Resoconto | 2     | 3      | Dani Sordo Carlos del Barrio      | Citroën Total Abu Dhabi WRT (Citroën DS3 WRC) | 3:32:51.2 | 14          | 306.53 km             | 49          | 38          |
| 6     | Rally dell'Acropoli (31 maggio-2 giugno) — Resoconto | 3     | 11     | Thierry Neuville Nicolas Gilsoul  | Qatar World Rally Team (Ford Fiesta RS WRC)   | 3:33:15.3 | 14          | 306.53 km             | 49          | 38          |
| 7     | Rally d'Italia (20-22 giugno) — Resoconto            | 1     | 8      | Sébastien Ogier Julien Ingrassia  | Volkswagen Motorsport (Volkswagen Polo R WRC) | 3:22:57.9 | 16          | 304.50 km             | 56          | 41          |
| 7     | Rally d'Italia (20-22 giugno) — Resoconto            | 2     | 11     | Thierry Neuville Nicolas Gilsoul  | Qatar World Rally Team (Ford Fiesta RS WRC)   | 3:24:14.7 | 16          | 304.50 km             | 56          | 41          |
| 7     | Rally d'Italia (20-22 giugno) — Resoconto            | 3     | 7      | Jari-Matti Latvala Miikka Anttila | Volkswagen Motorsport (Volkswagen Polo R WRC) | 3:24:45.9 | 16          | 304.50 km             | 56          | 41          |
| 8     | Rally di Finlandia (2–4 agosto) — Resoconto          | 1     | 8      | Sébastien Ogier Julien Ingrassia  | Volkswagen Motorsport (Volkswagen Polo R WRC) | 2:43:10.4 | 23          | 396.82 km (246.57 mi) | 97          | 70          |
| 8     | Rally di Finlandia (2–4 agosto) — Resoconto          | 2     | 11     | Thierry Neuville Nicolas Gilsoul  | Qatar World Rally Team (Ford Fiesta RS WRC)   | 2:43:47.0 | 23          | 396.82 km (246.57 mi) | 97          | 70          |
| 8     | Rally di Finlandia (2–4 agosto) — Resoconto          | 3     | 4      | Mads Østberg Jonas Andersson      | Qatar M-Sport WRT (Ford Fiesta RS WRC)        | 2:44:08.0 | 23          | 396.82 km (246.57 mi) | 97          | 70          |
| 9     | Rally di Germania (23–25 agosto) — Resoconto         | 1     | 3      | Dani Sordo Carlos del Barrio      | Citroën Total Abu Dhabi WRT (Citroën DS3 WRC) | 3:15:19.4 | (16) 15     | (371.86 km) 330.78 km | 76          | 52          |
| 9     | Rally di Germania (23–25 agosto) — Resoconto         | 2     | 11     | Thierry Neuville Nicolas Gilsoul  | Qatar World Rally Team (Ford Fiesta RS WRC)   | 3:16:12.4 | (16) 15     | (371.86 km) 330.78 km | 76          | 52          |
| 9     | Rally di Germania (23–25 agosto) — Resoconto         | 3     | 2      | Mikko Hirvonen Jarmo Lehtinen     | Citroën Total Abu Dhabi WRT (Citroën DS3 WRC) | 3:17:55.5 | (16) 15     | (371.86 km) 330.78 km | 76          | 52          |
| 10    | Rally d'Australia (13-15 settembre) — Resoconto      | 1     | 8      | Sébastien Ogier Julien Ingrassia  | Volkswagen Motorsport (Volkswagen Polo R WRC) | 3:19:55.0 | 22          | 352,36 km             | 29          | 20          |
| 10    | Rally d'Australia (13-15 settembre) — Resoconto      | 2     | 11     | Thierry Neuville Nicolas Gilsoul  | Qatar World Rally Team (Ford Fiesta RS WRC)   | 3:21:27.1 | 22          | 352,36 km             | 29          | 20          |
| 10    | Rally d'Australia (13-15 settembre) — Resoconto      | 3     | 2      | Mikko Hirvonen Jarmo Lehtinen     | Citroën Total Abu Dhabi WRT (Citroën DS3 WRC) | 3:21:57.1 | 22          | 352,36 km             | 29          | 20          |
| 11    | Rally d'Alsazia (4–7 ottobre) — Resoconto            | 1     | 8      | Sébastien Ogier Julien Ingrassia  | Volkswagen Motorsport (Volkswagen Polo R WRC) | 2:53:07.6 | 23          | 396.82 km (246.57 mi) | 82          | 51          |
| 11    | Rally d'Alsazia (4–7 ottobre) — Resoconto            | 2     | 3      | Dani Sordo Carlos del Barrio      | Abu Dhabi Citroën WRT (Citroën DS3 WRC)       | 2:53:19.8 | 23          | 396.82 km (246.57 mi) | 82          | 51          |
| 11    | Rally d'Alsazia (4–7 ottobre) — Resoconto            | 3     | 7      | Jari-Matti Latvala Miikka Anttila | Volkswagen Motorsport (Volkswagen Polo R WRC) | 2:53:27.1 | 23          | 396.82 km (246.57 mi) | 82          | 51          |
| 12    | Rally di Catalogna (25–27 ottobre) — Resoconto       | 1     | 8      | Sébastien Ogier Julien Ingrassia  | Volkswagen Motorsport (Volkswagen Polo R WRC) | 3:33:21.2 | 23          | 396.82 km (246.57 mi) | 82          | 40          |
| 12    | Rally di Catalogna (25–27 ottobre) — Resoconto       | 2     | 7      | Jari-Matti Latvala Miikka Anttila | Volkswagen Motorsport (Volkswagen Polo R WRC) | 3:33:54.1 | 23          | 396.82 km (246.57 mi) | 82          | 40          |
| 12    | Rally di Catalogna (25–27 ottobre) — Resoconto       | 3     | 2      | Mikko Hirvonen Jarmo Lehtinen     | Citroën Total Abu Dhabi WRT (Citroën DS3 WRC) | 3:34:34.9 | 23          | 396.82 km (246.57 mi) | 82          | 40          |
| 13    | Rally di Gran Bretagna (15–17 novembre) — Resoconto  | 1     | 8      | Sébastien Ogier Julien Ingrassia  | Volkswagen Motorsport (Volkswagen Polo R WRC) | 3:03:36.7 | 23          | 396.82 km (246.57 mi) | 56          | 43          |
| 13    | Rally di Gran Bretagna (15–17 novembre) — Resoconto  | 2     | 7      | Jari-Matti Latvala Miikka Anttila | Volkswagen Motorsport (Volkswagen Polo R WRC) | 3:03:58.5 | 23          | 396.82 km (246.57 mi) | 56          | 43          |
| 13    | Rally di Gran Bretagna (15–17 novembre) — Resoconto  | 3     | 11     | Thierry Neuville Nicolas Gilsoul  | Qatar World Rally Team (Ford Fiesta RS WRC)   | 3:05:01.2 | 23          | 396.82 km (246.57 mi) | 56          | 43          |

### Classifiche

#### Classifica Piloti WRC
| Pos | Pilota               | MON | SWE | MEX | POR | ARG | GRE | ITA | FIN | GER | AUS | FRA | ESP | GBR | Punti |
| --- | -------------------- | --- | --- | --- | --- | --- | --- | --- | --- | --- | --- | --- | --- | --- | ----- |
| 1   | Sébastien Ogier      | 2   | 1   | 1   | 1   | 2   | 101 | 1   | 12  | 171 | 1   | 13  | 12  | 1   | 290   |
| 2   | Thierry Neuville     | Rit | 5   | 3   | 17  | 5   | 3   | 2   | 21  | 2   | 2   | 42  | 41  | 31  | 176   |
| 3   | Jari-Matti Latvala   | Rit | 42  | 163 | 3   | 31  | 1   | 3   | 173 | 73  | 4   | 3   | 23  | 2   | 162   |
| 4   | Mikko Hirvonen       | 4   | 17  | 2   | 2   | 63  | 8   | Rit | 4   | 3   | 3   | 6   | 3   | Rit | 126   |
| 5   | Dani Sordo           | 3   | Rit | 4   | 12  | 9   | 2   | 4   | 5   | 12  |     | 21  | Rit | 7   | 123   |
| 6   | Mads Østberg         | 6   | 3   | 112 | 82  | 7   | 6   | 8   | 3   | 9   | 5   | 8   | 6   | 43  | 102   |
| 7   | Evgeny Novikov       | Rit | 9   | 10  | 4   | 4   | 92  | Rit | 6   | 10  | 73  | 5   | 5   | 192 | 69    |
| 8   | Sébastien Loeb       | 1   | 2   |     |     | 1   |     |     |     |     |     | Rit |     |     | 68    |
| 9   | Martin Prokop        | 7   | 7   | 9   | 7   | 10  | 7   | 5   | Rit | 4   |     | Rit | 7   | 6   | 63    |
| 10  | Andreas Mikkelsen    |     |     |     | 6   | 8   | 43  | Rit | 10  | WD  | 6   | 7   | Rit | 5   | 50    |
| 11  | Nasser Al-Attiyah    |     |     | 5   | 5   |     | 5   |     |     | 13  |     |     | Rit | WD  | 30    |
| 12  | Elfyn Evans          |     |     |     | 23  |     |     | 6   | Rit | 6   |     | 11  | Rit | 8   | 20    |
| 13  | Robert Kubica        |     |     |     | 19  |     | 11  | 9   | 9   | 5   |     | 9   | 9   | Rit | 18    |
| 14  | Bryan Bouffier       | 5   |     |     | 13  |     |     | 31  | WD  |     |     |     |     | Rit | 10    |
| 15  | Juho Hänninen        | Rit | 6   |     | WD  |     |     |     | 32  |     |     |     |     |     | 8     |
| 16  | Chris Atkinson       |     |     | 6   |     |     |     |     |     |     |     |     |     |     | 8     |
| 17  | Jari Ketomaa         |     | Rit |     |     |     |     |     | 7   |     |     |     |     | 9   | 8     |
| 18  | Hayden Paddon        |     |     |     |     |     |     |     | 11  | 8   | 17  |     | 8   |     | 8     |
| 19  | Michał Kościuszko    | 10  | 14  | Rit | Rit | Rit | WD  | 7   |     | Rit |     |     |     |     | 7     |
| 20  | Ken Block            |     |     | 7   |     |     |     |     |     |     |     |     |     |     | 6     |
| 21  | Khalid Al Qassimi    |     | Rit |     | 9   |     | Rit | 10  |     | 11  | 9   |     | 11  |     | 5     |
| 22  | Sepp Wiegand         | 8   | 13  |     | 14  |     |     | Rit |     | 14  |     |     | Rit |     | 4     |
| 23  | Per-Gunnar Andersson |     | WD  |     | Rit |     |     | 13  | 8   | Rit |     |     |     |     | 4     |
| 24  | Benito Guerra        |     | WD  | 8   |     |     |     |     |     |     |     |     | 14  |     | 4     |
| 25  | Henning Solberg      |     | 8   |     |     |     |     |     |     |     |     |     |     |     | 4     |
| 26  | Nathan Quinn         |     |     |     |     |     |     |     |     |     | 8   |     |     |     | 4     |
| 27  | Olivier Burri        | 9   |     |     |     |     |     |     |     |     |     |     |     |     | 2     |
| 28  | Abdulaziz Al-Kuwari  |     |     | 12  | 16  | 13  | 13  | 11  |     |     | 10  |     | 10  | WD  | 2     |
| 29  | Yazeed Al-Rajhi      |     | 10  |     | WD  |     |     |     | 12  |     | 13  |     | 12  | 18  | 1     |
| 30  | Esapekka Lappi       | Rit |     |     | 10  |     |     |     | 31  |     |     |     |     |     | 1     |
| 31  | Romain Dumas         |     |     |     |     |     |     |     |     |     |     | 10  |     |     | 1     |
| 32  | Mark Higgins         |     |     |     |     |     |     |     |     |     |     |     |     | 10  | 1     |
| Pos | Pilota               | MON | SWE | MEX | POR | ARG | GRE | ITA | FIN | GER | AUS | FRA | ESP | GBR | Punti |

| Colore  | Risultato             |
| ------- | --------------------- |
| Oro     | Vincitore             |
| Argento | 2º posto              |
| Bronzo  | 3º posto              |
| Verde   | Finito a punti        |
| Blu     | Finito senza punti    |
| Viola   | Ritirato (Rit)        |
| Viola   | Non classificato (NC) |
| Rosso   | Non qualificato (NQ)  |
| Nero    | Squalificato (SQ)     |
| Bianco  | Non partito (NP)      |
| Bianco  | Non ha gareggiato     |
| Bianco  | Infortunato (INF)     |
| Bianco  | Escluso (ES)          |
| Bianco  | Gara cancellata (C)   |

#### Classifica piloti WRC-2
| Pos. | Pilota                | MON | SWE | MEX | POR | ARG | GRE | ITA | FIN | GER | AUS | FRA | ESP | GBR | Non conteggiati | Punti |
| ---- | --------------------- | --- | --- | --- | --- | --- | --- | --- | --- | --- | --- | --- | --- | --- | --------------- | ----- |
| 1    | Robert Kubica         |     |     |     | 6   |     | 1   | 1   | 2   | 1   |     | 1   | 1   |     | 8               | 143   |
| 2    | Abdulaziz Al-Kuwari   |     |     | 1   | 5   | 1   | 3   | 2   |     |     | 1   |     |     | WD  |                 | 118   |
| 3    | Yuriy Protasov        | 3   | 4   | 5   |     | 5   | 2   | Rit |     |     | 2   |     |     |     | 0               | 83    |
| 4    | Nicolás Fuchs         |     | 5   | 2   | 4   | 2   | 6   | 4   |     |     |     |     | 5   |     | 8               | 80    |
| 5    | Yazeed Al-Rajhi       |     | 1   |     | WD  |     |     |     | 4   |     | 3   |     | 2   | 8   |                 | 74    |
| 6    | Sepp Wiegand          | 1   | 3   |     | 3   |     |     | Rit |     | 4   |     |     | Rit | WD  |                 | 67    |
| 7    | Elfyn Evans           |     |     |     | 8   |     |     |     | Rit | 2   |     | 2   | Rit | 1   |                 | 65    |
| 8    | Ricardo Triviño       | 5   | 7   | 3   |     | 6   | 14  |     |     | 7   |     | 5   |     |     | 0               | 55    |
| 9    | Robert Barrable       |     |     |     | 2   |     |     |     | 6   | Rit |     | 4   | 3   | 9   |                 | 53    |
| 10   | Rashid al Ketbi       | 4   | 8   |     | Rit |     | 5   |     |     | 6   |     | 3   | Rit |     | 0               | 49    |
| 11   | Jari Ketomaa          |     |     |     |     |     |     |     | 1   |     |     |     |     | 2   |                 | 43    |
| 12   | Armin Kremer          | 2   |     | 4   |     | Rit |     | 5   |     | Rit |     |     |     |     |                 | 40    |
| 13   | Hayden Paddon         |     |     |     |     |     |     |     | 3   | 3   | 5   |     |     |     |                 | 40    |
| 14   | Juan Carlos Alonso    |     |     |     | 9   | 4   | 10  | 6   | Rit |     |     |     | 6   |     |                 | 31    |
| 15   | Arman Smailov         |     | 6   |     | 10  |     | 7   | Rit | Rit |     | 4   |     |     |     |                 | 27    |
| 16   | Esapekka Lappi        | Rit |     |     | 1   |     |     |     | 11  |     |     |     |     |     |                 | 25    |
| 17   | Edoardo Bresolin      |     |     |     | 7   |     |     |     | 5   |     |     |     |     | 6   |                 | 24    |
| 18   | Anders Grøndal        |     | 2   |     |     |     |     |     |     |     |     |     |     |     |                 | 18    |
| 19   | Alejandro Lombardo    |     |     |     |     |     |     |     |     |     | 6   | 6   | WD  | WD  |                 | 16    |
| 20   | Ala'a Rasheed         |     |     |     | 14  |     | 11  | 7   |     |     |     | 7   | 8   |     |                 | 16    |
| 21   | Lorenzo Bertelli      | Rit |     | Rit |     | Rit | Rit | 3   |     |     |     |     | Rit | 11  | 0               | 15    |
| 22   | Marcos Ligato         |     |     |     | 12  | 3   | WD  |     |     |     |     |     |     |     |                 | 15    |
| 23   | Mark Higgins          |     |     |     |     |     |     |     |     |     |     |     |     | 3   |                 | 15    |
| 24   | Marco Vallario        |     | 11  |     | 13  |     | 12  | 8   |     | 8   |     | Rit | 7   |     | 0               | 14    |
| 25   | Subhan Aksa           |     |     |     | 11  |     | Rit |     |     | Rit | Rit |     | 4   | 10  |                 | 13    |
| 26   | Eyvind Brynildsen     |     | Rit |     |     |     |     |     | 10  | Rit |     |     |     | 4   |                 | 13    |
| 27   | Oleksiy Tamrazov      |     |     |     |     |     | 4   | WD  | WD  |     |     |     |     |     |                 | 12    |
| 28   | Valeriy Gorban        |     |     | Rit |     |     | 8   | Rit | 9   |     |     | Rit |     | 7   |                 | 12    |
| 29   | Karl Kruuda           |     |     |     |     |     |     |     | Rit | 4   |     |     |     |     |                 | 10    |
| 30   | Tom Cave              |     |     |     |     |     |     |     |     |     |     |     |     | 5   |                 | 10    |
| 31   | Juha Salo             |     |     |     |     |     |     |     | 6   |     |     |     |     |     |                 | 8     |
| 32   | Carlos Garcia Fessman |     |     |     |     |     |     |     | Rit | 9   | 7   | WD  | WD  | WD  |                 | 8     |
| 33   | Oleksiy Kikireshko    |     |     | Rit |     |     | 9   | Rit | 8   |     |     | Rit |     | Rit |                 | 6     |
| 34   | Martin Hudec          |     | 10  |     | WD  |     |     |     | 12  |     |     | 8   |     |     |                 | 5     |
| 35   | Alexander Villanueva  |     | 9   |     | Rit |     | Rit | WD  | 13  |     |     |     |     | WD  |                 | 2     |
| Pos. | Piloti                | MON | SWE | MEX | POR | ARG | GRE | ITA | FIN | GER | AUS | FRA | ESP | GBR | Non conteggiati | Punti |

| Colore  | Risultato             |
| ------- | --------------------- |
| Oro     | Vincitore             |
| Argento | 2º posto              |
| Bronzo  | 3º posto              |
| Verde   | Finito a punti        |
| Blu     | Finito senza punti    |
| Viola   | Ritirato (Rit)        |
| Viola   | Non classificato (NC) |
| Rosso   | Non qualificato (NQ)  |
| Nero    | Squalificato (SQ)     |
| Bianco  | Non partito (NP)      |
| Bianco  | Non ha gareggiato     |
| Bianco  | Infortunato (INF)     |
| Bianco  | Escluso (ES)          |
| Bianco  | Gara cancellata (C)   |

#### Classifica costruttori
| Pos | Costruttore                              | Numero vettura | MON | SWE | MEX | POR | ARG | GRE | ITA | FIN | GER | AUS | FRA | ESP | GBR | Punti |
| --- | ---------------------------------------- | -------------- | --- | --- | --- | --- | --- | --- | --- | --- | --- | --- | --- | --- | --- | ----- |
| 1   | Volkswagen Motorsport                    | 7              | Rit | 4   | 10  | 3   | 3   | 1   | 3   | 7   | 5   | 4   | 3   | 2   | 2   | 425   |
| 1   | Volkswagen Motorsport                    | 8              | 2   | 1   | 1   | 1   | 2   | 10  | 1   | 1   | 10  | 1   | 1   | 1   | 1   | 425   |
| 2   | Citroën Total Abu Dhabi World Rally Team | 1              | 1   | 2   |     |     | 1   |     |     |     |     |     | Rit |     |     | 280   |
| 2   | Citroën Total Abu Dhabi World Rally Team | 2              | 4   | 9   | 2   | 2   | 6   | 8   | Rit | 4   | 3   | 3   | 6   | 3   | Rit | 280   |
| 2   | Citroën Total Abu Dhabi World Rally Team | 3              |     |     | 4   | 9   |     | 2   | 4   | 5   | 1   | Rit |     | Rit | 7   | 280   |
| 3   | Qatar M-Sport World Rally Team           | 4              | 5   | 3   | 9   | 7   | 7   | 6   | 7   | 3   | 6   | 5   | 8   | 6   | 4   | 190   |
| 3   | Qatar M-Sport World Rally Team           | 5              | Rit | 7   | 8   | 4   | 4   | 9   | Rit | 6   | 7   | 7   | 5   | 5   | 8   | 190   |
| 4   | Qatar World Rally Team                   | 6              | Rit |     | 5   |     |     | 5   |     |     | 9   |     |     | Rit | WD  | 184   |
| 4   | Qatar World Rally Team                   | 11             | Rit | 5   | 3   | 10  | 5   | 3   | 2   | 2   | 2   | 2   | 4   | 4   | 3   | 184   |
| 5   | Jipocar Czech National Team              | 21             |     | 6   | 7   | 6   | 10  | 7   | 5   | Rit | 4   |     | Rit | 7   | 6   | 65    |
| 6   | Abu Dhabi Citroën Total World Rally Team | 10             | 3   | Rit | 6   | 8   | 9   | Rit | 8   | Rit | 8   | 8   | 2   | 8   | Rit | 63    |
| 7   | Volkswagen Motorsport II                 | 9              |     |     |     | 5   | 8   | 4   | Rit |     | WD  | 6   | 7   | Rit | 5   | 50    |
| 8   | / Lotos Team WRC                         | 12             | 6   | 8   | Rit | Rit | Rit | WD  | 6   |     | Rit |     |     |     |     | 20    |
| Pos | Costruttore                              | Numero Vettura | MON | SWE | MEX | POR | ARG | GRE | ITA | FIN | GER | AUS | FRA | ESP | GBR | Punti |

| Colore  | Risultato             |
| ------- | --------------------- |
| Oro     | Vincitore             |
| Argento | 2º posto              |
| Bronzo  | 3º posto              |
| Verde   | Finito a punti        |
| Blu     | Finito senza punti    |
| Viola   | Ritirato (Rit)        |
| Viola   | Non classificato (NC) |
| Rosso   | Non qualificato (NQ)  |
| Nero    | Squalificato (SQ)     |
| Bianco  | Non partito (NP)      |
| Bianco  | Non ha gareggiato     |
| Bianco  | Infortunato (INF)     |
| Bianco  | Escluso (ES)          |
| Bianco  | Gara cancellata (C)   |